# 貝夫河
50°49′02″N 9°16′06″E / 50.81721°N 9.2684°E

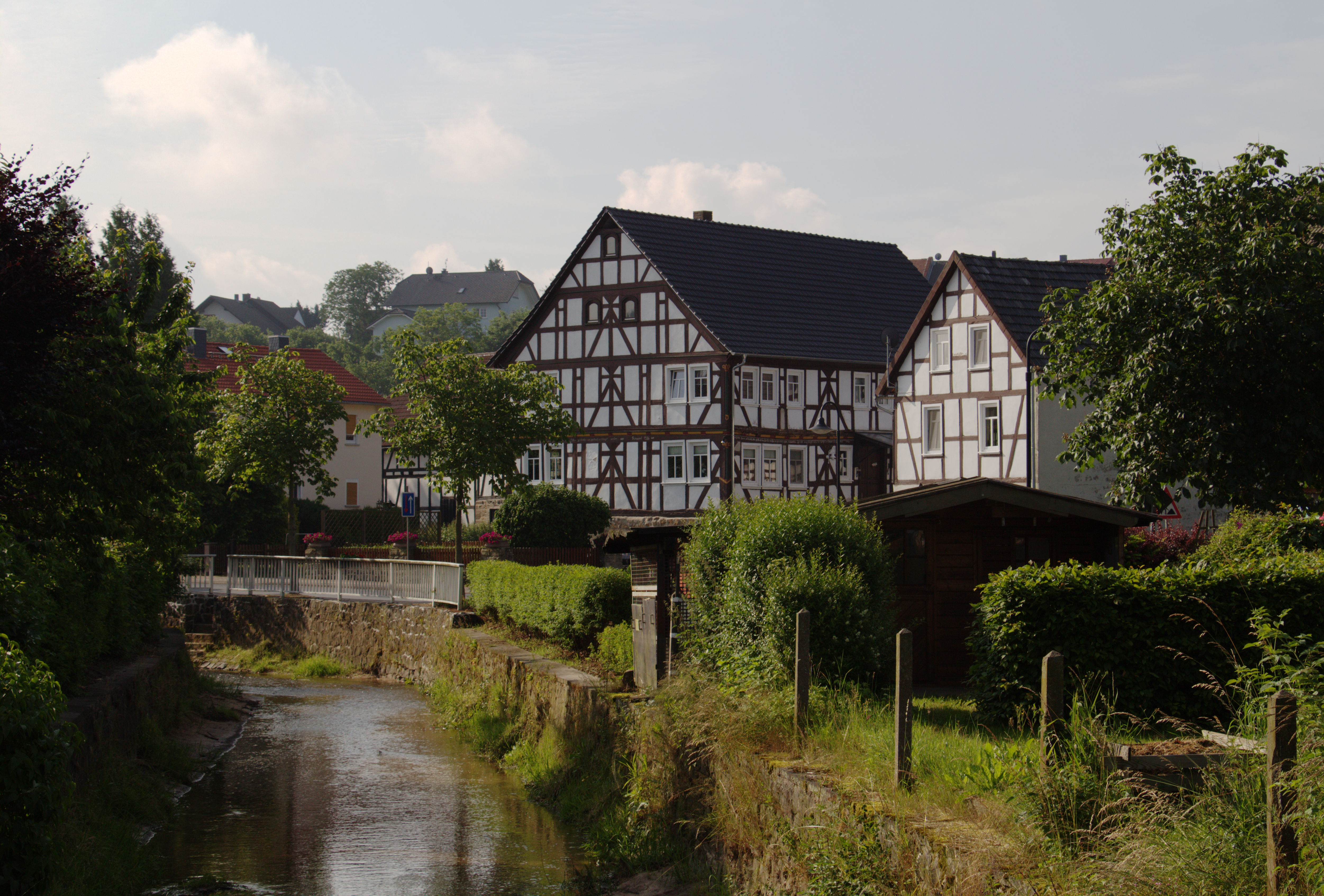

貝夫河（德語：Berf），是德國的河流，位於該國中部，由黑森州負責管轄，屬於施瓦爾姆河的右支流，河道全長18.3公里，流域面積34.8平方公里，河口處在施雷克斯巴赫附近。